# Lorentz Creutz den ældre
Lorentz Creutz den ældre (født 1615 i Dorpat, død 1. juni 1676) var en svensk embedsmand.
Creutz var først ansat i Bjergværkskollegiet, blev 1649 amtmand over Åbo og Björneborg Amt og 1655 i Dalarne. I 1654 blev han friherre, 1660 admiral og rigsråd. I 1676 kommanderede han flåden i slaget ved Øland mod Niels Juel og Cornelis Tromp. Ved sin mangel på sømandskab og sin halsstarrighed foranledigede han, at hans admiralskib kuldsejlede og sank. Creutz og 800 mand mistede ved denne lejlighed livet, flåden kom i uorden og blev fuldstændig slået.